# Grand Prix Abú Zabí 2016
Grand Prix Abú Zabí 2016 (oficiálně 2016 Formula 1 Etihad Airways Abu Dhabi Grand Prix) se jela na okruhu Yas Marina, v emirátu Abú Zabí ve Spojených arabských emirátech dne 27. listopadu 2016. Závod byl jednadvacátým a zároveň posledním v pořadí v sezóně 2016 šampionátu Formule 1.

## Kvalifikace
| Poř.                        | No. | Jezdec            | Konstruktér               | Časy v kvalifikaci | Časy v kvalifikaci | Časy v kvalifikaci | Pořadí na startu |
| Poř.                        | No. | Jezdec            | Konstruktér               | Q1                 | Q2                 | Q3                 | Pořadí na startu |
| --------------------------- | --- | ----------------- | ------------------------- | ------------------ | ------------------ | ------------------ | ---------------- |
| 1                           | 44  | Lewis Hamilton    | Mercedes                  | 1:39.487           | 1:39.382           | 1:38.755           | 1                |
| 2                           | 6   | Nico Rosberg      | Mercedes                  | 1:40.511           | 1:39.490           | 1:39.058           | 2                |
| 3                           | 3   | Daniel Ricciardo  | Red Bull Racing-TAG Heuer | 1:41.002           | 1:40.429           | 1:39.589           | 3                |
| 4                           | 7   | Kimi Räikkönen    | Ferrari                   | 1:40.338           | 1:39.629           | 1:39.604           | 4                |
| 5                           | 5   | Sebastian Vettel  | Ferrari                   | 1:40.341           | 1:40.034           | 1:39.661           | 5                |
| 6                           | 33  | Max Verstappen    | Red Bull Racing-TAG Heuer | 1:40.424           | 1:39.903           | 1:39.818           | 6                |
| 7                           | 27  | Nico Hülkenberg   | Force India-Mercedes      | 1:41.000           | 1:40.709           | 1:40.501           | 7                |
| 8                           | 11  | Sergio Pérez      | Force India-Mercedes      | 1:40.864           | 1:40.743           | 1:40.519           | 8                |
| 9                           | 14  | Fernando Alonso   | McLaren-Honda             | 1:41.616           | 1:41.044           | 1:41.106           | 9                |
| 10                          | 19  | Felipe Massa      | Williams-Mercedes         | 1:41.157           | 1:40.858           | 1:41.213           | 10               |
| 11                          | 77  | Valtteri Bottas   | Williams-Mercedes         | 1:41.192           | 1:41.084           |                    | 11               |
| 12                          | 22  | Jenson Button     | McLaren-Honda             | 1:41.158           | 1:41.272           |                    | 12               |
| 13                          | 21  | Esteban Gutiérrez | Haas-Ferrari              | 1:41.639           | 1:41.480           |                    | 13               |
| 14                          | 8   | Romain Grosjean   | Haas-Ferrari              | 1:41.467           | 1:41.564           |                    | 14               |
| 15                          | 30  | Jolyon Palmer     | Renault                   | 1:41.775           | 1:41.820           |                    | 15               |
| 16                          | 94  | Pascal Wehrlein   | MRT-Mercedes              | 1:41.886           | 1:41.995           |                    | 16               |
| 17                          | 26  | Daniil Kvjat      | Toro Rosso-Ferrari        | 1:42.003           |                    |                    | 17               |
| 18                          | 20  | Kevin Magnussen   | Renault                   | 1:42.142           |                    |                    | 18               |
| 19                          | 12  | Felipe Nasr       | Sauber-Ferrari            | 1:42.247           |                    |                    | 19               |
| 20                          | 31  | Esteban Ocon      | MRT-Mercedes              | 1:42.286           |                    |                    | 20               |
| 21                          | 55  | Carlos Sainz Jr.  | Toro Rosso-Ferrari        | 1:42.393           |                    |                    | 21               |
| 22                          | 9   | Marcus Ericsson   | Sauber-Ferrari            | 1:42.637           |                    |                    | 22               |
| 107 % času vítěze: 1:46,451 |     |                   |                           |                    |                    |                    |                  |
| Zdroj:                      |     |                   |                           |                    |                    |                    |                  |

## Závod
| Poř.   | No. | Jezdec            | Konstruktér               | Počet kol | Čas/Odstoupení      | Pořadí na startu | Body |
| ------ | --- | ----------------- | ------------------------- | --------- | ------------------- | ---------------- | ---- |
| 1      | 44  | Lewis Hamilton    | Mercedes                  | 55        | 1:38:04.013         | 1                | 25   |
| 2      | 6   | Nico Rosberg      | Mercedes                  | 55        | +0.439              | 2                | 18   |
| 3      | 5   | Sebastian Vettel  | Ferrari                   | 55        | +0.843              | 5                | 15   |
| 4      | 33  | Max Verstappen    | Red Bull Racing-TAG Heuer | 55        | +1.685              | 6                | 12   |
| 5      | 3   | Daniel Ricciardo  | Red Bull Racing-TAG Heuer | 55        | +5.315              | 3                | 10   |
| 6      | 7   | Kimi Räikkönen    | Ferrari                   | 55        | +18.816             | 4                | 8    |
| 7      | 27  | Nico Hülkenberg   | Force India-Mercedes      | 55        | +50.114             | 7                | 6    |
| 8      | 11  | Sergio Pérez      | Force India-Mercedes      | 55        | +58.776             | 8                | 4    |
| 9      | 19  | Felipe Massa      | Williams-Mercedes         | 55        | +59.436             | 10               | 2    |
| 10     | 14  | Fernando Alonso   | McLaren-Honda             | 55        | +59.896             | 9                | 1    |
| 11     | 8   | Romain Grosjean   | Haas-Ferrari              | 55        | +1:16.777           | 14               |      |
| 12     | 21  | Esteban Gutiérrez | Haas-Ferrari              | 55        | +1:35.113           | 13               |      |
| 13     | 31  | Esteban Ocon      | MRT-Mercedes              | 54        | +1 kolo             | 20               |      |
| 14     | 94  | Pascal Wehrlein   | MRT-Mercedes              | 54        | +1 kolo             | 16               |      |
| 15     | 9   | Marcus Ericsson   | Sauber-Ferrari            | 54        | +1 kolo             | 22               |      |
| 16     | 12  | Felipe Nasr       | Sauber-Ferrari            | 54        | +1 kolo             | 19               |      |
| 17     | 30  | Jolyon Palmer     | Renault                   | 54        | +1 kolo             | 15               |      |
| Ret    | 55  | Carlos Sainz Jr.  | Toro Rosso-Ferrari        | 41        | Poškození po kolizi | 21               |      |
| Ret    | 26  | Daniil Kvjat      | Toro Rosso-Ferrari        | 14        | Převodovka          | 17               |      |
| Ret    | 22  | Jenson Button     | McLaren-Honda             | 12        | Zavěšení kola       | 12               |      |
| Ret    | 77  | Valtteri Bottas   | Williams-Mercedes         | 6         | Zavěšení kola       | 11               |      |
| Ret    | 20  | Kevin Magnussen   | Renault                   | 5         | Zavěšení kola       | 18               |      |
| Zdroj: |     |                   |                           |           |                     |                  |      |

Poznámky
1. ↑  Jolyon Palmer obdržel penalizaci 5 sekund za zavinění kolize s Carlosem Sainzem Jr..

## Konečné pořadí šampionátu
- Tučně je vyznačen jezdec a tým, který získal titul v Poháru jezdců nebo konstruktérů.

Pohár jezdců
|  | Pořadí | Jezdec           | Body |
|  | ------ | ---------------- | ---- |
|  | 1      | Nico Rosberg     | 385  |
|  | 2      | Lewis Hamilton   | 380  |
|  | 3      | Daniel Ricciardo | 256  |
|  | 4      | Sebastian Vettel | 212  |
|  | 5      | Max Verstappen   | 204  |

Pohár konstruktérů
|  | Pořadí | Konstruktér               | Body |
|  | ------ | ------------------------- | ---- |
|  | 1      | Mercedes                  | 765  |
|  | 2      | Red Bull Racing-TAG Heuer | 468  |
|  | 3      | Ferrari                   | 398  |
|  | 4      | Force India-Mercedes      | 173  |
|  | 5      | Williams-Mercedes         | 138  |